# Audi A6 (C4)
Audi A6 4А/C4 — первое поколение Audi A6. Дебютировало летом 1994 года. Оно базировалось на той же платформе C4 (обозначение кузова 4A), что и последняя модель Audi 100.
Заводское обозначение «4A — C4» четвёртого поколения Audi 100 было повторно использовано в Audi A6, поскольку это не была новая разработка, а лишь глубокий рестайлинг. В Audi A6 многие узлы были пересмотрены и модифицированы. A6 C4 как и предыдущие модели имеет полностью гальванизированный кузов, оснащённый четырёх-, пяти-, шести- и восьмицилиндровыми двигателями, с опциональной полноприводной системой Quattro. Ещё одно отличие A6 от «100»: с 1995 года использовалась система Quattro IV поколения в отличие от Audi 100 и первых переходных моделей A6 1994 года, где применялась система Quattro II поколения.
Визуальными отличиями A6 от Audi 100 являются изменённые бамперы (отсутствие молдингов), теперь бампера окрашены в цвет кузова. Также и боковые молдинги на дверях и крыльях теперь окрашены в цвет кузова. Кроме того, вся передняя и задняя части автомобиля были пересмотрены и визуально адаптированы к появившимся в 1994 году новым разработкам A4 и A8. Изменения включают в себя иные бамперы, передние крылья, капот, переднюю и заднюю оптику. Кроме того, многие из более простых комплектаций A6 имеют оборудование, ранее доступное на Audi 100 в более дорогих вариантах. Как и в случае с A4 и A8, одометр и счётчик пробега теперь используют технологию ЖК-дисплея. Выросло качество отделки пластиковых поверхностей интерьера. Сидения также претерпели изменения: они расположены чуть ниже, чем у Audi 100, конструкция рамы подголовников, представленная Audi в 1980 году с моделью Audi 200 C2, заменена новой, более эргономичной. Стала доступна оптика с газоразрядными лампами ближнего света (ксенон). В базовой комплектации штатно имеются подушки безопасности водителя и пассажира.
Под конец выпуска, в марте 1996 года, Audi в рамках серии S представила Audi S6 (C4), и ещё одну спортивную версию A6: Audi S6 Plus, оснащённую исключительно мощным 4,2-литровым двигателем V8. Обычный S6 был доступен либо с 2,2-литровым пятицилиндровым двигателем с 4 клапанами на цилиндр и турбонаддувом, либо с V-образным восьмицилиндровым двигателем (также с 4 клапанами на цилиндр), мощность которого составляла 213 кВт (290 л. с.). S6 plus была представлена как в кузове седан, так и в кузове универсал (Avant), обе модели имели двигатель 4.2-V8 от S6; его производительность выросла до 240 кВт (326 л. с.). S6 plus было построено всего 97 седанов и 855 универсалов. Предположительно, в настоящее время в Германии насчитывается не более 20 зарегистрированных автомобилей.

### Варианты двигателя
Были доступны следующие двигатели:
| Модель               | Объём см³ | Внутренний код | Число цилиндров | Мощность            | Годы выпуска |
| -------------------- | --------- | -------------- | --------------- | ------------------- | ------------ |
| Бензиновые двигатели |           |                |                 |                     |              |
| 1,8                  | 1781      | ADR            | 4               | 125 л. с. (92 кВт)  | 1995-1997    |
| 2,0                  | 1984      | AAE            | 4               | 101 л. с. (74 кВт)  | 1990-1996    |
| 2,0 E                | 1984      | AAD, ABK       | 4               | 115 л. с. (85 кВт)  | 1990-1996    |
| 2,0 E 16V            | 1984      | ACE            | 4               | 140 л. с. (103 кВт) | 1992-1997    |
| 2,2 Turbo (S6)       | 2226      | AAN            | 5               | 230 л. с. (169 кВт) | 1991-1997    |
| 2,3 E                | 2309      | AAR            | 5               | 133 л. с. (98 кВт)  | 1990-1996    |
| 2,6                  | 2598      | ABC            | 6               | 150 л. с. (110 кВт) | 1992-1997    |
| 2,8                  | 2771      | AAH            | 6               | 174 л. с. (128 кВт) | 1990-1997    |
| 2,8                  | 2771      | ACK            | 6               | 193 л. с. (142 кВт) | 1995-1997    |
| 4,2 (S6)             | 4172      | AEC            | 8               | 290 л. с. (213 кВт) | 1994—1997    |
| 4,2 (S6 Plus)        | 4172      | AHK            | 8               | 326 л. с. (240 кВт) | 1996—1997    |
| Дизельные двигатели  |           |                |                 |                     |              |
| 1,9 TDI              | 1896      | 1Z             | 4               | 90 л. с. (66 кВт)   | 1994-1996    |
| 1,9 TDI              | 1896      | AHU            | 4               | 90 л. с. (66 кВт)   | 1995-1997    |
| 2,5 TDI              | 2461      | ABP, AAT       | 5               | 115 л. с. (85 кВт)  | 1991-1997    |
| 2,5 TDI              | 2461      | AEL            | 5               | 140 л. с. (103 кВт) | 1994-1997    |